# 지식산업센터
지식산업센터는 대한민국에서 2009년까지는 이른바 "아파트형 공장"으로 불리다가 2009년 법률 개정으로 지식산업센터라는 이름으로 개명되었다. 현재 전국 곳곳에 지식산업센터가 지어지고 있다.

## 목록
- 금강펜테리움 IX타워 - 완공
- 흥덕IT밸리 - 완공
- 센텀스카이비즈 - 완공
- 평촌 오비즈타워 - 완공
- 송도 AT센터 - 완공